# کمپلکس سیناپتونمی

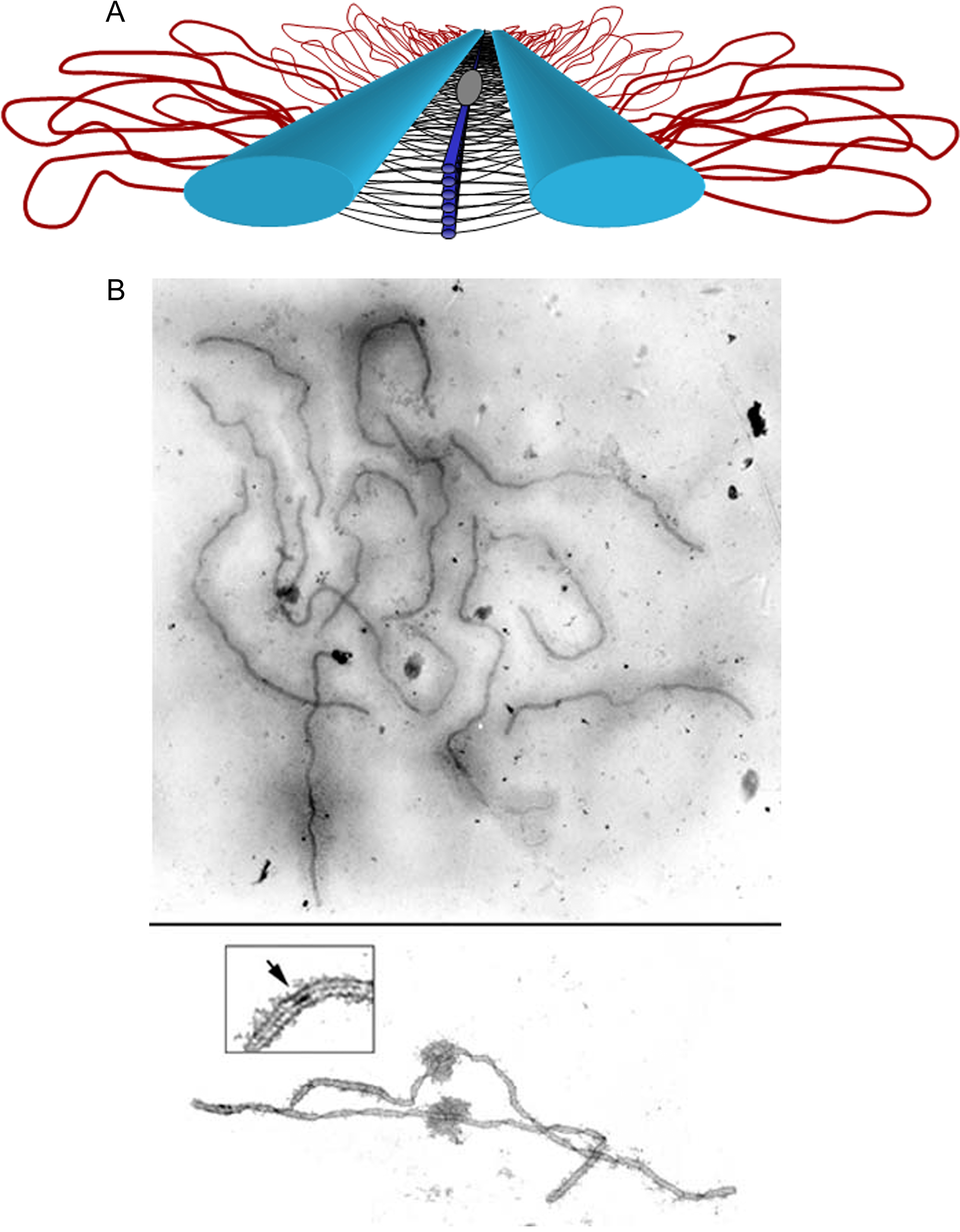
کمپلکس سیناپتونمی

کمپلکس سیناپتونمی (به انگلیسی: Synaptonemal complex) و به اختصار SC، مجموعه‌ای از پروتئین‌های سلولی است که باعث می‌شود کروموزوم‌های همولوگ یکدیگر را شناسایی کرده و در مرحله زیگوتن از پروفاز I میوز در کنار هم قرار بگیرند. پروتئین‌هایی که در کنار هم قرار گرفتن کروموزوم‌های هومولوگ نقش دارند، بسیار شبیه پروتئین‌هایی هستند که در کراسینگ اور نقش دارند.
در مرحله زیگوتن، کروموزوم‌های همولوگ توسط کمپلکس پروتئینی سیناپتونمی به هم متصل می‌شوند و تتراد را تشکیل می‌دهند. کمپلکس سیناپتونمی از سه ردیف پروتئین موازی تشکیل شده‌است (به ردیف پروتئین مرکزی سنترال اِلمنت و به دو ردیف پروتئین مجاور آن لوترال اِلمنت می‌گویند). این سه ردیف پروتئینی توسط رشته‌های پروتئینی که از هسته محوری منشأ می‌گیرند بهم متصل می‌شوند.
در پستانداران، پروتئین استرومالین یا Stag3 در مرحله پاکی تن باعث اتصال کروموزوم‌ها به هم می‌شود. همچنین هلیکاز BS یا BML در انجام کراسینگ‌اور در مرحله پاکی تن نقش دارد. جهش در این پروتئین باعث بروز سندروم بلوم می‌شود.